# Gregório V de Constantinopla
Gregório V (em grego catarévussa: Ὁ Ἅγιος Γρηγόριος Ε΄ Πατριάρχης Κωνσταντινουπόλεως; nascido Geórgios Angelópoulos; Dimitsana, 1745 — Constantinopla, 22 de abril de 1821) foi um religioso grego, Patriarca Ecumênico de Constantinopla durante três períodos turbulentos ao Império Otomano: de 1797 a 1798, de 1806 a 1808, e, por fim, de 1818 a 1821. Seus pontificados foram marcados por empreendimentos culturais e intelectuais, combate ao iluminismo crescente na sociedade grega e a tentativa de conciliar as necessidades do povo ortodoxo sob jugo otomano com as demandas da Sublime Porta em tempos de turbulência política.
No último ano de seu terceiro pontificado enquanto patriarca ecumênico, Gregório lidou com a eclosão da Guerra de Independência Grega em 1821, ao que, buscando cultivar relações pacíficas com o Império e prevenir massacres, excomungou líderes revolucionários, lançando anátema contra os aderentes da revolução, em polêmica medida. Não obstante, foi enforcado em 1821 sob ordens do Sultão Mamude II após a celebração da Divina Liturgia de Páscoa. Sua morte popularizou o independentismo grego internacionalmente, sensibilizou a população muçulmana do Império Otomano e gerou conflitos com o Império Russo. A alegada profanação do corpo do hierarca por um grupo de judeus inflamou as tensões entre judeus e cristãos, resultando em uma série de massacres na Grécia, tanto de judeus como de gregos, e em pogrons no Império Russo. 
Gregório V é amplamente tido como herói do povo grego, constando no Hino à Liberdade, e é ainda venerado como mártir pela Igreja Ortodoxa, sendo liturgicamente comemorado no dia 10 de abril.

## Biografia
Geórgios Angelópoulos (em grego catarévussa: Γεώργιος Ἀγγελόπουλος) nasceu em Dimitsana, vilarejo na Arcádia, filho de Ioánnos Angelópoulos e Asimínas Panagiotópoulos. Desde cedo teve uma conexão com o Mosteiro do Filósofo, tendo a oportunidade de estudar em seu vilarejo natal. Em 1756, mudou-se para Atenas para prosseguir com os estudos, depois indo ao Mosteiro da Grande Gruta, perto de Calávrita, mudando-se posteriormente para o Mosteiro de São Lucas, na Beócia, e enfim ao Monte Atos.
Em 1767, com a ajuda de seu tio, o Hieromonge Melécio, sacristão da Igreja de São Jorge em Esmirna, o jovem Geórgios estudou nesta cidade por cinco anos. Após, tornou-se monge no Mosteiro da Transfiguração, nas Estrófades, recebendo o nome monástico Gregório, partindo posteriormente para estudar filosofia em Patmos. Após terminar seus estudos, retornou a Esmirna com grande bagagem de estudos para sua idade, e foi prontamente ordenado diácono e feito arcediago do então Metropolita de Esmirna, Procópio, sendo rapidamente ordenado presbítero e nomeado protossincelo da diocese metropolitana. Em 1785, Procópio foi eleito Patriarca Ecumênico de Constantinopla, e Gregório o sucedeu enquanto Metropolita de Esmirna.

### Primeiro pontificado ecumênico e exílio

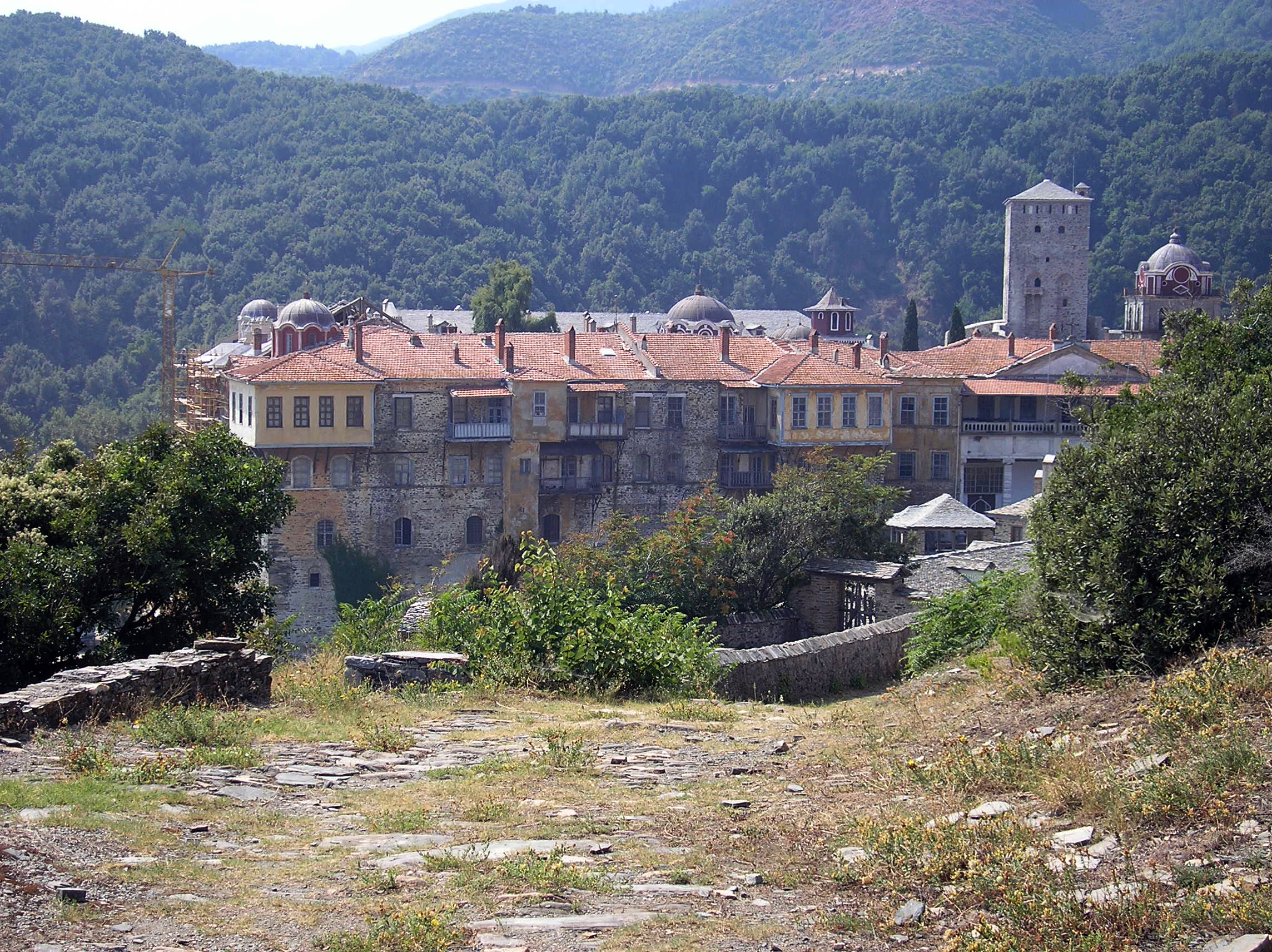
Mosteiro de Iviron, no Monte Atos, onde Gregório foi exilado em duas ocasiões

Gregório foi unanimemente eleito patriarca pela primeira vez em 1797, dada a idade avançada de seu antecessor Gerásimo III, sendo sucedido na sé de Esmirna por Ântimo. Seu primeiro pontificado foi marcado pela restauração da Catedral Patriarcal de São Jorge, além de grandes empreendimentos intelectuais financiados majoritariamente por clérigos interessados de diversas regiões, como a fundação da Editora Patriarcal (em grego catarévussa: Πατριαρχικό Τυπογραφείο), onde o patriarca e outros autores publicaram diversos livros em movimento essencial para a revitalização da literatura grega.
Entre as políticas mais marcantes do hierarca neste período estiveram o aumento do rigor para a ordenação de novos clérigos e medidas de proteção ao matrimônio, como o dificultamento de divórcios eclesiásticos desnecessários e um sistema de aconselhamento a casais. Ainda, as publicações e homilias patriarcais foram marcadas pelo combate ao ideário iluminista que penetrava a comunidade grega, com a condenação de personalidades como Rigas Feraios e a ameaça àqueles que lessem livros suspeitos com a pena de excomunhão.
Este período ainda viu a ocupação das Ilhas Jônicas pelo exército de Napoleão através do Tratado de Campoformio, ao que parte do povo turco demandou a morte do patriarca, revoltados com a tomada de parte do Império por um exército cristão. O patriarca, contudo, foi poupado pelo sultão Selim III, que acreditava em sua inocência. O primaz dos gregos reagiu com uma encíclica aos habitantes das ilhas em que acusava a Primeira República Francesa de ateísmo e urgia aos locais que apoiassem a coalizão entre os impérios otomano, britânico e russo. Acredita-se que o documento teria sido escrito por ordens de Selim, que temia a expansão do poderio francês à Grécia continental.
Em 1798, contudo, após a tomada do Egito pela França e de tensões aumentadas entre a Sublime Porta e a Valáquia, bispos antes reprimidos pelo patriarca se voltaram contra seu primaz, denunciando-o a Selim como agitador das revoltas que se assomavam entre os gregos até que Gregório se demitisse sob pressão, sendo substituído por Neófito VII, que já fora patriarca antes de haver sido forçado a se demitir em 1794. Gregório foi primeiramente exilado em Drama, na Calcedônia, e, por fim, no Monte Atos, onde viveu uma vida de ascetismo por sete anos no Mosteiro de Iviron, sendo frequentemente visitado por peregrinos.

### Segundo pontificado ecumênico e exílio
Em setembro de 1806, o então patriarca ecumênico Calínico V renunciou ao título, Gregório sendo reeleito ao trono patriarcal e recebido com grande alegria em Constantinopla. Uma de suas primeiras medidas foi abolir o anátema geral sobre o instituto do dote, estabelecido pelo Sínodo de 1767 presidido pelo patriarca Samuel, condescendendo à pobreza das famílias que se submetiam passivamente ao instituto, mas continuando a condenar o abuso do mesmo, que frequentemente era feito por avareza. Ainda nestes primeiros momentos, foi procurado pelos cossacos do Sitch do Danúbio, que pediram que lhes ordenasse sacerdotes e diáconos, ao que o patriarca consentiu desde que as tribos enviassem os candidatos a seminários para treinamento apropriado. Em uma continuação de suas atividades culturais, retomou as atividades da Editora Patriarcal e incentivou a fundação de diversas escolas para jovens, além da melhora das já existentes.
Assim como seu primeiro pontificado, o segundo foi marcado por agitações de ordem internacional, especialmente a Guerra Russo-Turca, pela qual o sultão Selim III ordenou ainda em 1807 que Gregório publicasse carta urgindo aos gregos que evitassem qualquer tipo de cooperação com os russos, mais uma vez poupando a população grega de sofrer maiores males através de turcos revoltosos. No mês seguinte, a Marinha Real Britânica tentou, sem sucesso, impor demandas britânicas sobre os otomanos através de uma operação no Dardanelos, provocando a quebra de relações entre estes e a França. O evento fortaleceu as relações entre a Sublime Porta e Gregório, que não apenas pediu aos gregos que contribuíssem para a fortificação das muralhas otomanas subsequentemente à operação militar, mas também assistiu pessoalmente as obras.
O patriarca conseguiu preservar seu posto mesmo durante o violento golpe de estado perpetrado por Mustafá IV em 1807, mas não ao de Mamude II em 1808, cujo vizir o substituiu em decreto por seu antecessor Calínico V. Ainda que mais uma vez fosse poupada a vida de Gregório, este se refugiou em um mosteiro nas Ilhas dos Príncipes, das quais, após dez meses, foi exilado de volta para o Mosteiro de Iviron no Monte Atos, onde viveu por dez anos. O exílio não sustou suas relações com o povo grego, contudo: em meados de 1818, o líder revolucionário Ioannis Farmakis o visitou em seu mosteiro, apresentando-lhe a Sociedade dos Amigos, que o patriarca afastado recebeu com entusiasmo, ainda que não se tenha afiliado, mencionando a proibição clerical de fazerem-se juramentos.

### Terceiro pontificado ecumênico e morte

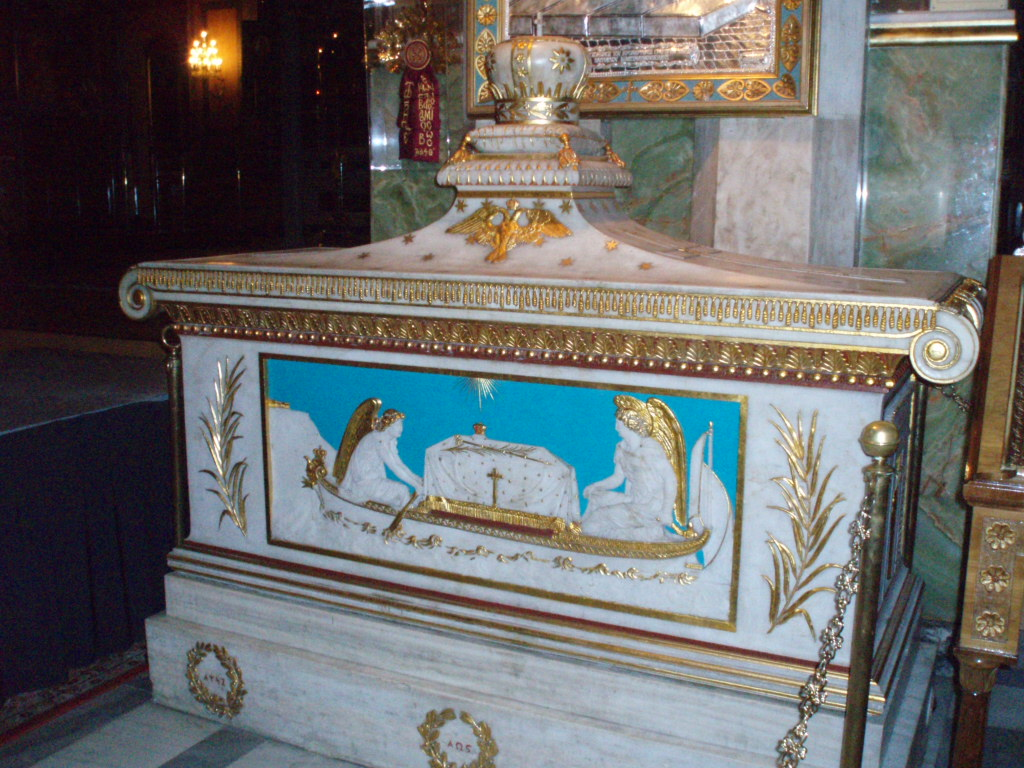
Santuário de São Gregório V na Catedral Metropolitana de Atenas

Em 15 de dezembro de 1818, dois dias após a renúncia de Cirilo VI, Gregório V foi reeleito patriarca. Uma de suas primeiras ações após chegar a Constantinopla em 1819 foi a criação da instituição de caridade Baú de Misericórdia (em grego catarévussa: Κιβώτιον του Ελέους), dedicada a alimentar os pobres e soltar os presos por dívidas. No mesmo ano, publicou a encíclica "Sobre o Helenomuseu" (em grego catarévussa: Περί των Ελληνομουσείων), em que incentivou o estudo do katharevousa e condenou o iluminismo, provocando o fechamento de diversas escolas ao longo do Império, inclusas as de Esmirna, Cidônia, Quios e Mitilene (esta, jesuítica). No ano seguinte, continuando suas medidas anti-iluministas, Gregório passou a mover censura proativa em publicações teológicas de Constantinopla, a fim de proteger a produção intelectual da Igreja de influências externas.
Com a eclosão da Guerra de Independência Grega em 1821, o patriarca, buscando cultivar relações pacíficas com o Império e refrear os massacres aos cristãos de Constantinopla, excomungou os líderes revolucionários Ypsilántis e Soútzos, lançando anátema contra os aderentes da revolução, em polêmica medida cujas reais motivações e mesmo validade são amplamente debatidas por historiadores do período, e que pode mesmo ter inflamado ainda mais o espírito de insurreição.
Com a permanência da Guerra e o ataque às forças otomanas no Peloponeso, o sultão Mamude II pediu que o Xeique do Islã Hacı Halil Efendi publicasse uma fátua ordenando o massacre dos gregos de Constantinopla. Após muito ponderar e mesmo se consultar com o patriarca Ecumênico, o xeique se negou a publicar a fátua, pelo que foi executado. Após celebrar a Divina Liturgia pontifical da Páscoa de 1821 com oito outros bispos, em 22 de abril, o patriarca, pelas ordens do sultão, que o responsabilizou como etnarca dos gregos e culpado pela insubordinação do Xeique do Islã, foi retirado da Catedral Patriarcal ainda em vestes litúrgicas e executado na forca, seu corpo sendo posteriormente pendurado no portão principal do Patriarcado Ecumênico, o Portão de São Pedro. Como sinal de respeito a sua memória, o Portão foi selado e nunca mais aberto. No mesmo dia, foi morto da mesma maneira seu antecessor, Cirilo VI. Foi eleito como sucessor ao trono patriarcal o Bispo Eugênio de Pisídia, que assumiu o nome pontifical de Eugênio II. Quando o novo patriarca chegou à Catedral, o corpo de seu antecessor permanecia pendurado.
Após três dias, o corpo de Gregório foi alegadamente arrastado pelas ruas de Constantinopla por um grupo de três judeus, chamados Moutál, Bitachí e Levý, que por fim o jogaram ao Bósforo, sendo encontrado um mês depois pelo capitão Nichólaos Sklávos. Em 3 de junho, foi executado o restante dos metropolitas presos na cidade, nomeadamente Joanício de Tarnovo, Doroteu de Adrianópolis (executados em Arnavutköy) e José de Tessalônica, morto em Yeniköy. As relíquias de Gregório foram secretamente transladadas para Odessa, onde foram cerimoniosamente sepultadas pela Igreja Ortodoxa Russa por ordem sinodal em cerimônia pública.

## Reações

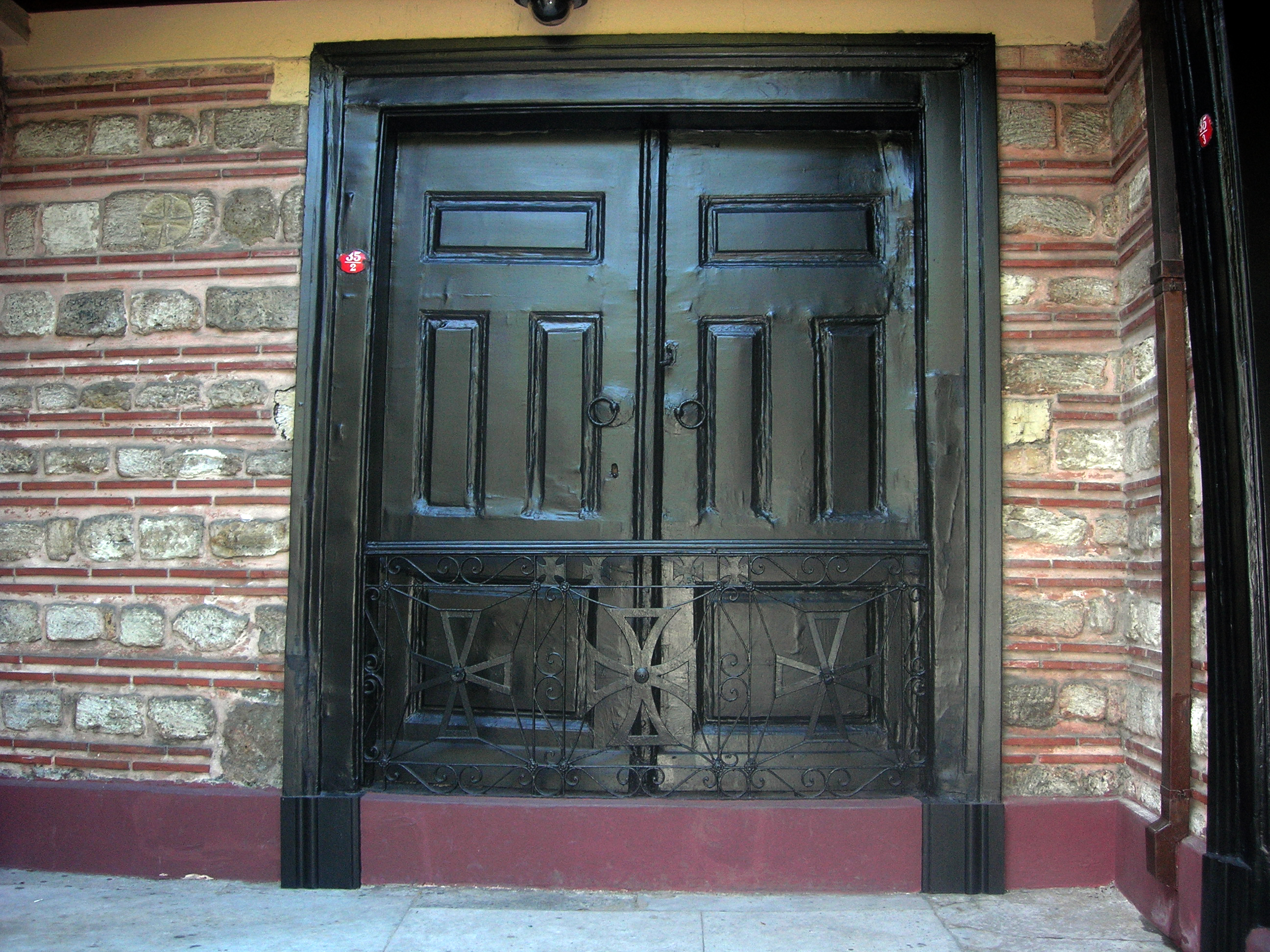
Portão de São Pedro, onde o corpo de Gregório ficou pendurado por três dias.

A execução brutal do patriarca Gregório V na Páscoa chocou e enfureceu cristãos ao redor do globo, especialmente gregos e russos, mas mesmo periódicos na Europa Ocidental e nos Estados Unidos fizeram loas à sua memória, contando sua biografia como a de um hierarca virtuoso, injustamente martirizado enquanto buscava proteger seu povo. O Hino à Liberdade, escrito em 1823 por Dionýsios Solomós e depois transformado em hino nacional da Grécia e do Chipre, dramatiza a história do martírio do patriarca entre as estrofes 132 e 137. Estes trechos, contudo, não costumam ser cantados, visto que de praxe executam-se apenas as duas primeiras estrofes. Alguns iluministas, porém, a exemplo de Adamántios Koraís, aliviaram-se com a execução do patriarca, graças a rumores de que este teria planos para exterminá-los do seio da Igreja.
O embaixador russo em Constantinopla, Barão Stroganov, protestou em nome dos súditos cristãos do sultão, sob a proteção do Imperador da Rússia nos termos do Tratado de Küçük-Kainarji, acusando a Sublime Porta de ter transformado a guerra em uma guerra religiosa, ameaçando deixar a cidade e iniciar embargos. O czar Alexandre II enviou um ultimato severo ao sultão, entregue em 18 de julho. O embaixador britânico, por sua vez, escolheu não opinar no caso, julgando-o como assunto interno do Império.

### Conflitos com judeus
O relato da participação de judeus na profanação do corpo de Gregório V contribuiu fortemente para o fortalecimento do antissemitismo entre os gregos, tanto no Império Otomano quanto em diáspora, resultando em diversas represálias sangrentas no sul da Grécia pelos irredentistas, que viam os judeus como colaboradores dos turcos, e em Odessa, no Império Russo. No Império Otomano, formou-se no norte da Grécia uma união entre judeus e turcos para o massacre de cristãos em reação a estas tensões, o que por sua vez provocou uma nova onda de ataques antissemitas no sul.
Após o translado do corpo para Odessa, que contava com sociedade multicultural incluindo russos, gregos e judeus, a polícia local ordenou que nenhuma nação fizesse comércio no dia da cerimônia, mas sim, atendesse à mesma. Após a não observação desta ordem por judeus, a população começou um pogrom, invadindo a sinagoga local e pilhando bancos de donos judaicos. Espalhou-se um rumor de que, pela participação dos judeus na profanação do corpo do patriarca em Constantinopla, o governo russo teria ordenado a morte dos judeus, pelo que a população começou assassinatos em massa. A polícia, após deter as turbas, prendeu cerca de trezentos russos e gregos responsáveis, ao que o Comitê Judaico local reclamou ao prefeito uma indenização de três milhões de rublos.

## Legado

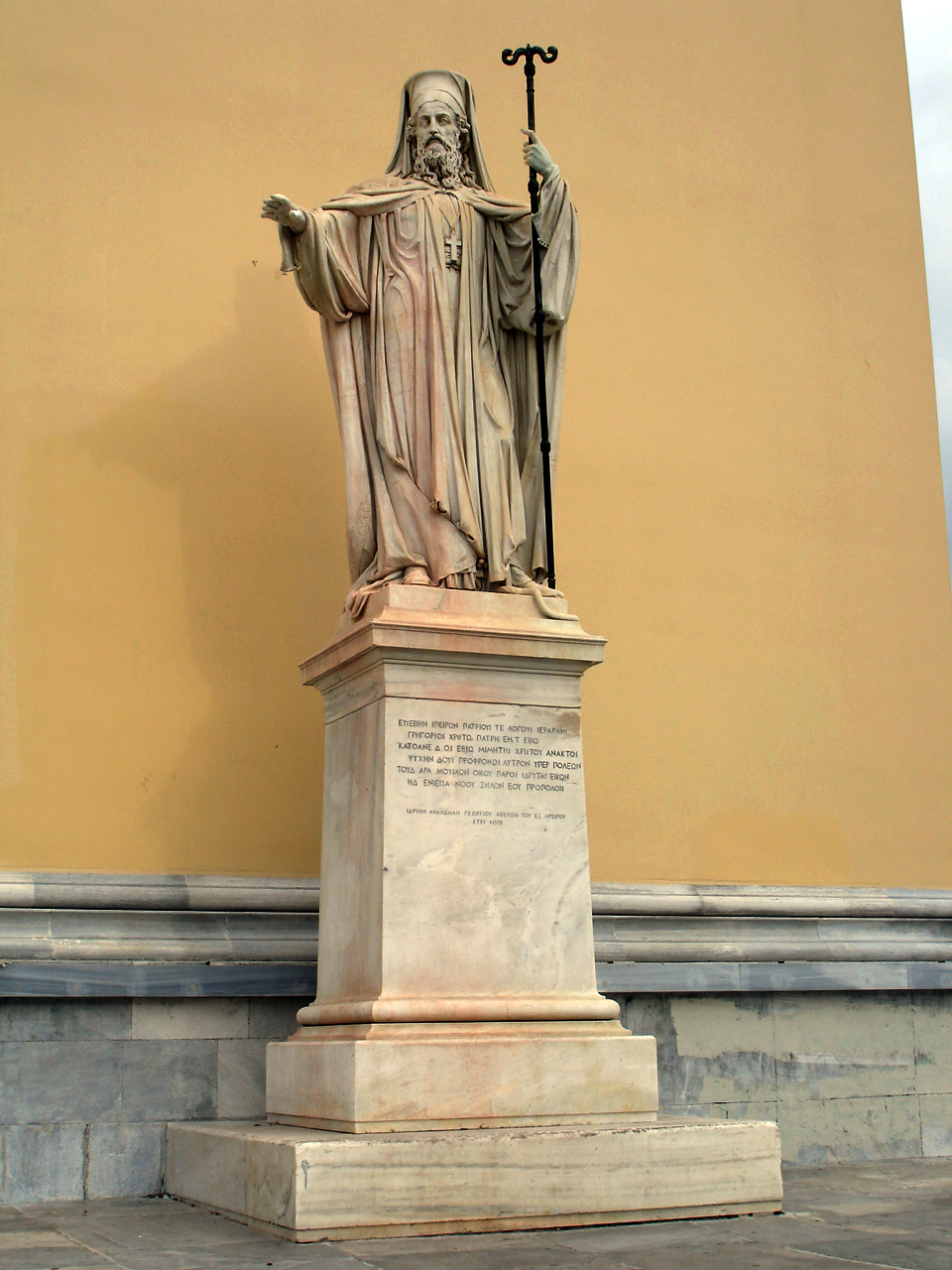
Estátua do Santo Patriarca Gregório V em Atenas

As relíquias do patriarca foram finalmente transferidas em 1871 para a Catedral Metropolitana de Atenas, onde hoje permanecem. No ano seguinte, com patrocínio do empresário e filantropo grego George Averoff, o escultor Gerásimos Fytális fez uma escultura do patriarca Gregório, hoje posicionada na entrada da Universidade de Atenas. A inclusão do patriarca no panteão de heróis da Revolução é associada à identificação entre o helenismo e a Ortodoxia, tal qual a demanda por unidade nacional e o sentimento irredentista de seu tempo.
Em 1921, aproximando-se do aniversário de cem anos da execução, o Santo Sínodo da Igreja da Grécia e o patriarca Fócio de Alexandria conjuntamente declararam Gregório como santo e hieromártir da Igreja Ortodoxa. Sua memória é celebrada anualmente no dia 10 de abril.
Em 1943, quando o diplomata alemão Günther Altenburg no Estado Helênico ameaçou fuzilar o Arcebispo Damasceno de Atenas por colaborar com a resistência grega contra o nazismo, este famosamente respondeu: "Hierarcas gregos não são fuzilados, são enforcados".
Em 2004, o Diácono Andrei Kuraev, no artigo "Apenas pela pátria, mas não por Stálin!" (em russo: Только за Родину, но не за Сталина!), estabeleceu um paralelo entre as atividades do patriarca Gregório V e do patriarca Sérgio de Moscou, que jurou lealdade à União Soviética em uma tentativa de salvar os cristãos sob o comunismo. Para o Diácono, ambos teriam feito concessões aos poderes seculares como uma forma de ascetismo.
Em 2006, o Metropolita Pantelêimon de Corinto apontou que Gregório V acreditava que sua morte seria necessária para a liberação da Grécia otomana, e que ele a teria aceitado como sua única maneira de servir ao povo grego. De fato, como relata o historiador e presbítero russo Ivan Sokolov, mesmo a população muçulmana se horrorizou com a execução do patriarca, criando certa simpatia quanto à causa grega.